# تشان يوين تينغ
تشان يوين تينغ (بالصينية: 陳婉婷) (مواليد 7 أكتوبر 1988) لاعبة كرة قدم سابقة من هونج كونغ و مدربة نادي إيسترن الرياضي، تعتبر تشان أول امرأة تدريب فريق كرة القدم رجالي للمحترفين في بطولة دوري الدرجة الممتاز وتتوج معه بدوري هونغ كونغ 2015-2016، وتأهل فريق إيسترن هونغ كونغ لدور المجموعات من دوري أبطال آسيا لتصبح أول امرأة تقود فريقاً للرجال في أعلى مستوى من بطولات الأندية على الصعيد القاري في دوري أبطال آسيا 2017،  كما دخلت قائمة بي بي سي 100 أمراة في عام 2016 الذين غيرن التاريخ في مختلف المجالات.

## روابط خارجية
- تشان يوين تينغ على موقع قاعدة بيانات كرة القدم.إي يو (الإنجليزية)
- تشان يوين تينغ على موقع Soccerway.com (الإنجليزية)